# Amplificación (inconsciente)
Amplificación es un concepto incluido en la psicología analítica de Carl Gustav Jung y que hace alusión a aquel proceso que genera una expansión, ampliación o concentración de una imagen inconsciente u onírica por medio de asociaciones mediadas por el simbolismo o cualquier otro sistema metafórico, véase mitología, mística, folclore, religión, etnología, arte, literatura, etc. De este modo se aclararía su sentido interpretativo.
Jung consideraba este proceso como el opuesto al análisis reductivo, o descomposición de una imagen en sus potenciales causas.